# Локалита Вигана (Варезе)
Локалита Вигана је насеље у Италији у округу Варезе, региону Ломбардија.
Према процени из 2011. у насељу је живело 11 становника. Насеље се налази на надморској висини од 403 м.